# Valacchi della Bosnia ed Erzegovina
I Valacchi della Bosnia ed Erzegovina sono gli Illiri romanizzati della Bosnia ed Erzegovina, chiamati anche Morlacchi (o Vlasi in lingua slava) . Attualmente non ne restano che pochissimi: sono praticamente assimilati in Bosnia ed Erzegovina fin dai primi secoli della dominazione turca nei Balcani.

## Storia
Dopo cinque secoli di dominazione romana, la popolazione della Bosnia ed Erzegovina fu completamente romanizzata e mantenne il suo gruppo etnico neolatino per diversi secoli dopo le devastanti invasioni barbariche dei secoli sesto e settimo. I barbari li chiamarono "Valacchi" ("Vlasi", "Vlah", "Valloni", ecc..) o abitanti del "Vallum" difensivo dell'Impero Romano, che andava dalle foci del Reno fino a quelle del Danubio.
Anche se molti furono massacrati dagli invasori Avari e Slavi, alcuni valacchi sopravvissero e si rifugiarono nelle montagne e nelle alte valli delle Alpi Dinariche: vissero praticando la  pastorizia a partire dall'inizio del Medioevo. 
Il nome Morlacchi deriva da Mauro-Vlachs o Mavrovlachi che significa "Valacchi Neri", dove per "neri" si intendeva "del Nord", secondo l'usanza turca di indicare i punti cardinali con i colori, 
 e questo etnonimo indicava originariamente ed in particolare i pastori di lingua neolatina insediati a cavallo dell'Erzegovina e della Dalmazia, quindi prossimi alla costa, che nel corso dei secoli successivi migrarono anche verso nord-ovest e verso l'Istria.
La maggior parte delle fonti medievali indica come "morlacche" le popolazioni a sud-ovest della zona di Sarajevo, e "valacche" quelle poste a nord-est nelle aree del monte Vlasic, della "Romanija" e della "Stari Vlah": i due gruppi, riconducibili a zone geografiche maggiormente montuose, dovevano essere separati nel medioevo da una lunga fascia di fondovalle abitata da popolazione di lingua slava, da Banja Luka verso il Montenegro e passante per Travnik e Sarajevo. 
In sostanza sia i Morlacchi che i Valacchi della Bosnia ed Erzegovina erano un popolo di pastori, parzialmente separati fra loro, che vivevano sulle montagne Dinariche (note anche come Balcani occidentali), alla continua ricerca di pascoli migliori per i loro greggi di pecore. Essendo pastori che ogni anno si trasferivano con la pratica della transumanza stagionale in Macedonia e nei Balcani meridionali, è plausibile che potessero avere frequenti scambi, e quindi anche legami linguistici, sia fra loro che con altre popolazioni di lingua neolatina presenti a sud-est, come quelle che originarono le attuali minoranze aromene ed, in parte, anche il popolo rumeno.
In generale esiste, nelle fonti, una discreta sovrapposizione e confusione fra gli etnonimi Valacco, Morlacco, Romeno, Aromeno, Istroromeno, tutti etnonimi indicanti popolazioni di origine linguistica latina all'interno dei Balcani: minore confusione esiste con i Dalmati e la lingua dalmata, tuttavia alcuni linguisti sostengono che quest'ultima fosse piuttosto simile al morlacco, quantomeno a quello parlato a ridosso della Dalmazia. 
Intorno all'anno mille i Valacchi (di solito chiamati dagli Slavi con il nome "Vlasi") erano  la maggioranza della popolazione nella zona più montuosa del centro delle Alpi Dinariche, nella zona che oggi corrisponde alla regione a nord di Sarajevo, dove le montagne sono ancora chiamate "Romanija" . Rispetto alla Romanija attuale, l'areale montuoso di lingua latina nel medioevo doveva essere più vasto, includendo anche l'area dei monti "Vlasic"  a nord-ovest (non distante da Banja Luka) e della "Stari Vlah" (Vecchia Valacchia) a sud-est. 
Dopo il secolo XI questi Valacchi della Bosnia ed Erzegovina cominciarono progressivamente ad usare la lingua slava, pur mantenendo molti vocaboli di origine latina. In questi secoli i Morlacchi di Konjic, nel nord-Erzegovina, hanno creato molti "Stecci" (pietre tombali) di alto livello artistico. E studiosi come Marian Wenzel asseriscono che questi Stecci sono associati a culti religiosi dell'antica Roma (ripresi dal Bogomilismo nei Balcani medioevali) sopravvissuti agli "onslaught of the Slavs" (massacri degli Slavi), ossia propri degli Illiri romanizzati superstiti.
Fino al XIV secolo sono attestate diverse comunità di "Vlasi" residui, come ad esempio i Bobani, Gorni, Boljuni, Banjani, Bunjevci, etc.:

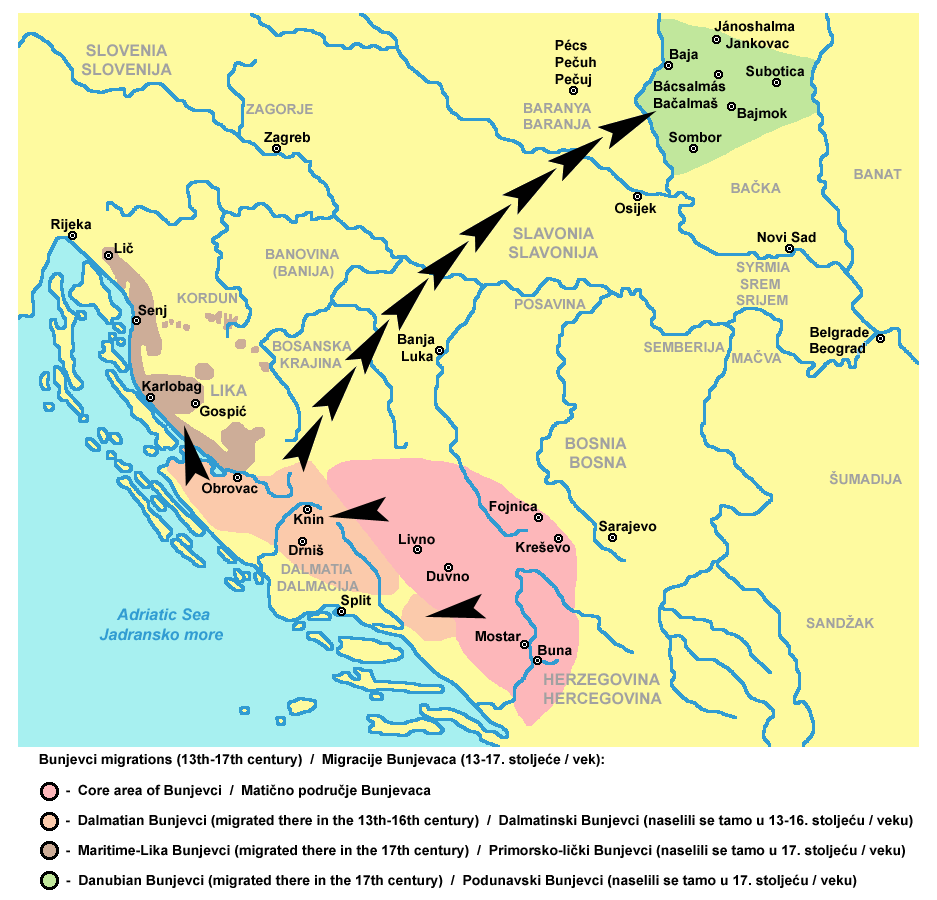
La migrazione dei Vlasi Bunjevci (secoli XIV-XVIII)

Con le invasioni turche del primo Rinascimento i Valacchi ed i Morlacchi della Bosnia e dell'Erzegovina cominciarono a scomparire non solo linguisticamente, ma anche come un gruppo etnico in quanto assimilati dai mussulmani o costretti a migrare altrove. Secondo alcuni studiosi furono le prime e le principali popolazioni locali a convertirsi all'islam, e diventarono il nucleo centrale degli attuali Bosgnacchi.
Molti migrarono verso la costa dalmata, aggregandosi ai Morlacchi posti sotto il dominio veneto, e con essi si spostarono verso nord-ovest raggiungendo l'Istria . Altri, come i Bunjevici, migrarono invece verso l'entroterra e verso la valle del Danubio. Del resto lo storico Carlo De Franceschi riferisce, nel suo libro l'Istria del 1879, che nel Cinquecento alcune famiglie morlacche si trasferirono nell'area di Rovigno, nell'Istria meridionale, secondo cronache storiche parzialmente scritte in lingua istriota: "...Ma già nel 1525 Morlacchi della Dalmazia interna (Erzegovina) vennero trasportati in una contrada del territorio di Rovigno, dove fondarono un villaggio (la Villa di Rovigno), e nel seguente anno 1526 ottennero d'aver un proprio zupano. Più tardi, nel 1596, il capitolo di Rovigno concesse loro di avere cappellano di loro nazione, di nomina ed a dispendio di esso capitolo... Tutt' i Morlacchi venuti ad abitare in Istria durante la reggenza del Correr (nel 1650) ascendono a 279 famiglie con 2.200 anime. Ne sarebbero venuti in molto maggior numero, se non fosse sopraggiunta la peste in Dalmazia, e se i vecchi abitanti non avessero spaventati con insolenze, temerità e litigi i nuovi venuti, mal vedendo che i terreni liberi che essi volevano godere ed usurpare, vengano dati ai nuovi abitanti..."
Sporadiche comunità parlanti latino possono essere sopravvissute molto a lungo incluse fra la popolazione slava: l'accademico Malcolm afferma ad esempio che dei viaggiatori veneziani hanno scritto che alla fine del Cinquecento i Valacchi dell'Erzegovina meridionale  – vicino alle foci della Narenta – ancora parlavano "Latin, though in a corrupted form" ([neo-]latino, anche se in forma corrotta).
Ai tempi di Napoleone praticamente non sono più attestati Valacchi in Bosnia ed Erzegovina, ma vi è però memoria della loro presenza. 
Probabilmente alcuni pastori hanno continuato a identificarsi come "Valacchi", sebbene parlanti ormai lo slavo, anche fino all'inizio della prima guerra mondiale, come alcuni etnologi hanno cercato di scoprire (anche se senza successo, secondo lo studioso Noel Malcolm ). 
Recenti studi su piccoli gruppi isolati di "valacchi" o "morlacchi", noti o attestati fino ad oggi, dimostrano però che potrebbero avere origini diverse ed in particolare più meridionali: ad esempio i "Karavlachs" della Bosnia, circa 2000 individui, sono risultati avere un'origine in popolazioni ortodosse sia rom che aromene, e che provennero dalla Romania nel Settecento 

### Romanija

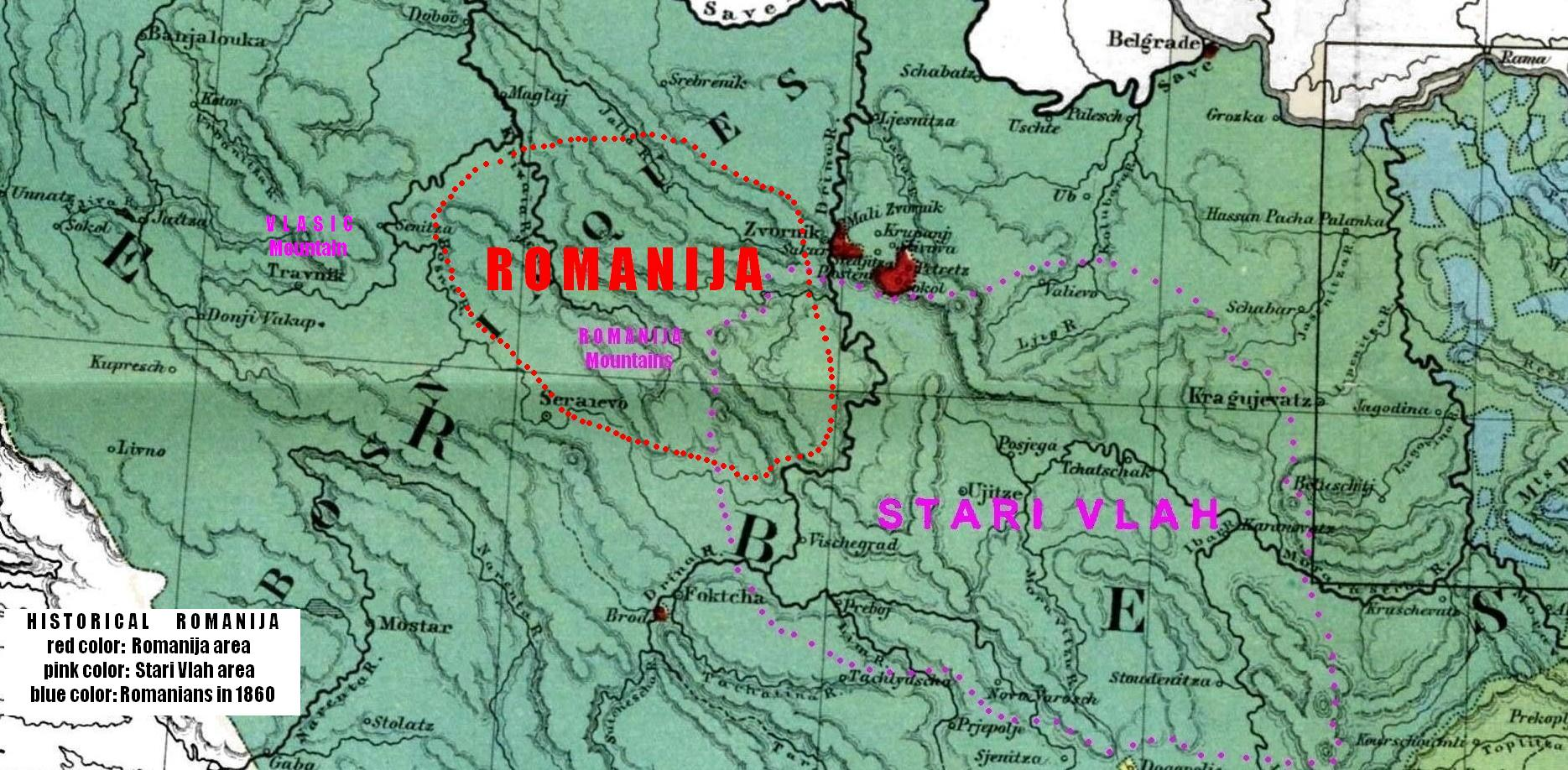
Mappa della Romanija storica in Bosnia, quando raggiungeva il fiume Drina

La Romanija, è probabilmente la regione della Bosnia ed Erzegovina attuale dove la memoria dell'origine Latino-Valacca è più forte. Questa regione montagnosa di circa 2000 km² a nord di Sarajevo ancora oggi produce latticini tipici dei "Vlasi"..
Bisogna anche precisare che negli ultimi anni del Novecento la sua superficie risultava dimezzata rispetto ai primi dell'Ottocento, quando raggiungeva la Drina; e che per l'accademico Marko Vego  la Romanija agli inizi del Rinascimento era molto maggiore, raggiungendo l'area di Banja Luka (dove attualmente vi si trova il cosiddetto "Monte Vlasic", o monte dei Vlasi).
Inoltre alla fine della guerra di Bosnia nel 1996 è stata costituita amministrativamente la Regione della Sarajevo-Romanija, che è una delle 7 regioni della Repubblica Serba e che è situata nell'est della Bosnia. La città di Vlasenica, una delle maggiori della regione, era uno dei principali centri dei Vlasi (dai quali prende il nome).